# Tropaeolum pentaphyllum
Tropaeolum pentaphyllum is een plant uit de familie Tropaeolaceae. Het is een kruidachtige liaan die van nature voorkomt in de Andes in Zuid-Amerika. De soort wordt gekweekt als sierplant.